# Stroud
Stroud és una ciutat de mercat i parròquia civil del centre de Gloucestershire (Regne Unit). Es tracta del nucli principal del districte de Stroud. La ciutat, situada a sota del cingle occidental dels Cotswolds, a la confluència de les Cinc Valls, és coneguda pels seus carrers costeruts, el seu esperit independent i la seva cultura del cafè. L'envolta l'Àrea de Bellesa Natural Excepcional dels Cotswolds, mentre que la Cotswold Way passa al seu oest.
El 2021 fou elegida com el millor lloc per viure del Regne Unit pel diari The Sunday Times.